# Псковский 2-й лейб-драгунский полк

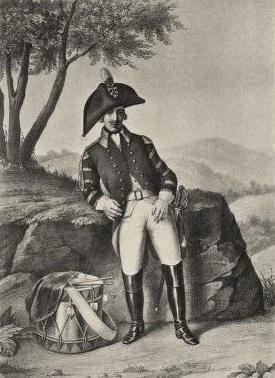
Барабанщик Псковского драгунского полка, 1797—1801 годы

2-й лейб-драгунский Псковский Ея Величества Государыни Императрицы Марии Феодоровны полк — кавалерийская воинская часть Русской императорской армии.
Старшинство: 30 августа 1668 года. Полковой праздник: 6 декабря.

## Места дислокации
- 1820 — Севск Орловской губернии[2]. Полк входил в состав 2-й Кирасирской дивизии.
- 1829 — с. Закаменка (ныне Новопсков ЛНР)
- 1903—1913 — Сувалки Сувалкской губернии.

## История полка

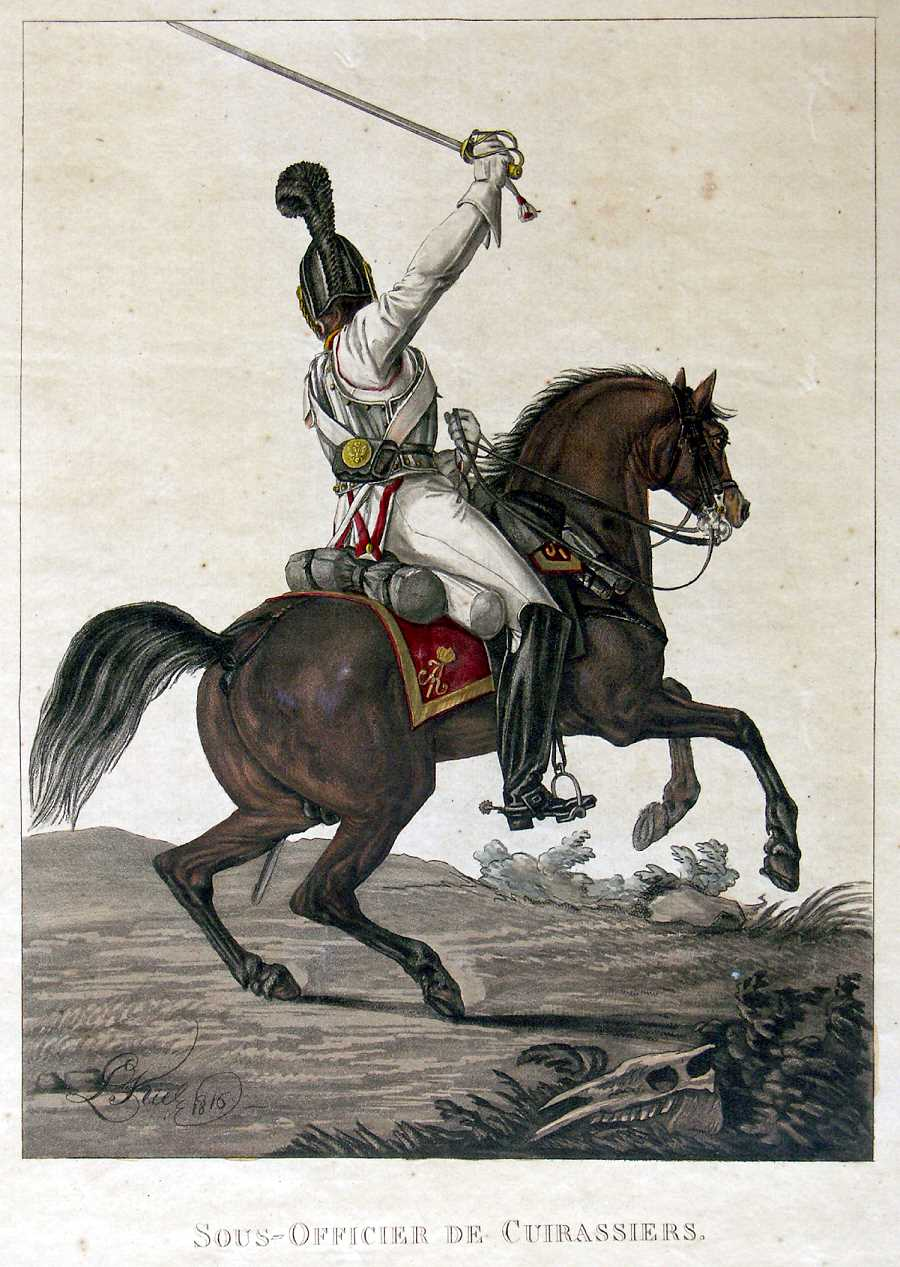
Лев Киль. Унтер-офицер Псковского кирасирского полка эпохи наполеоновских войн

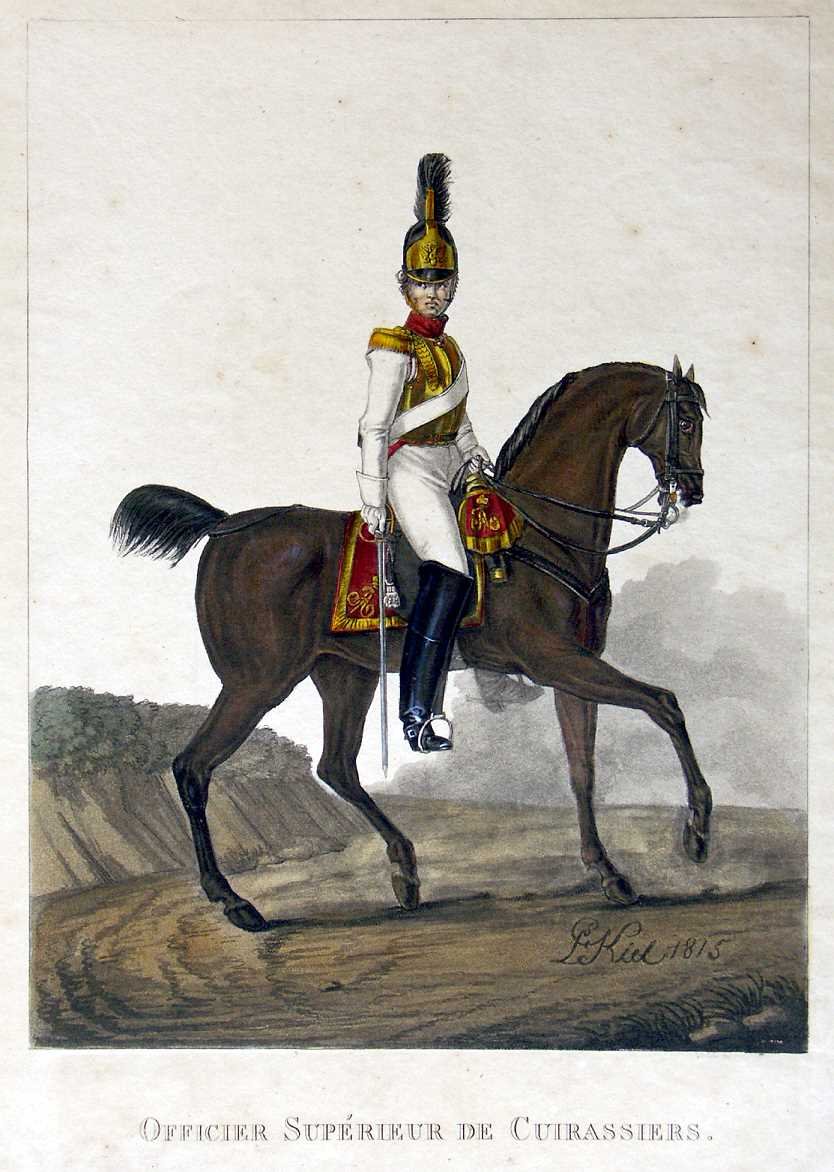
Лев Киль. Штаб-офицер Псковского кирасирского полка эпохи наполеоновских войн

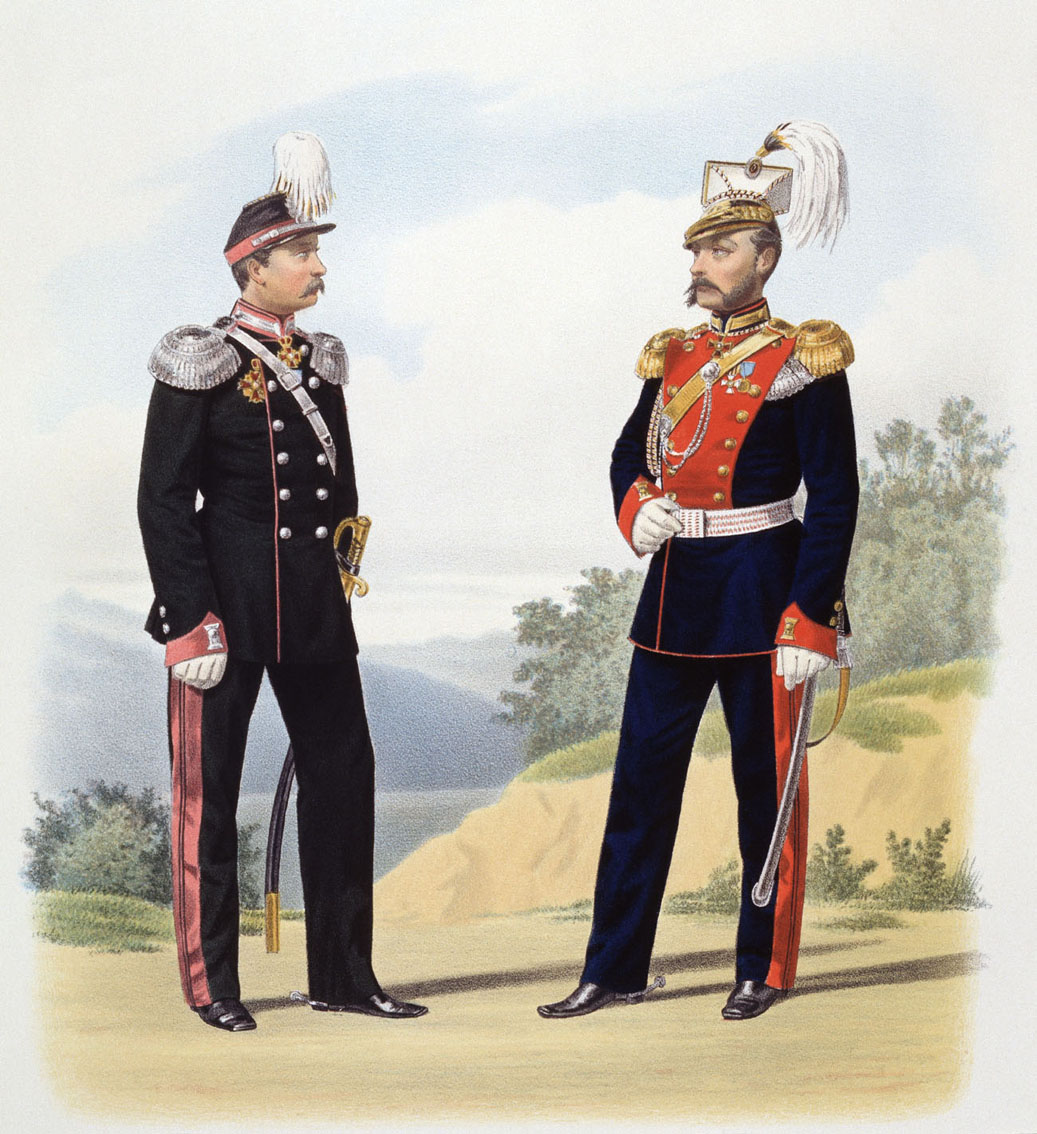
Губарев П. К. Генералы 2-го Лейб-Драгунского Псковского и 11-го уланского Чугуевского полков. 1869 год.

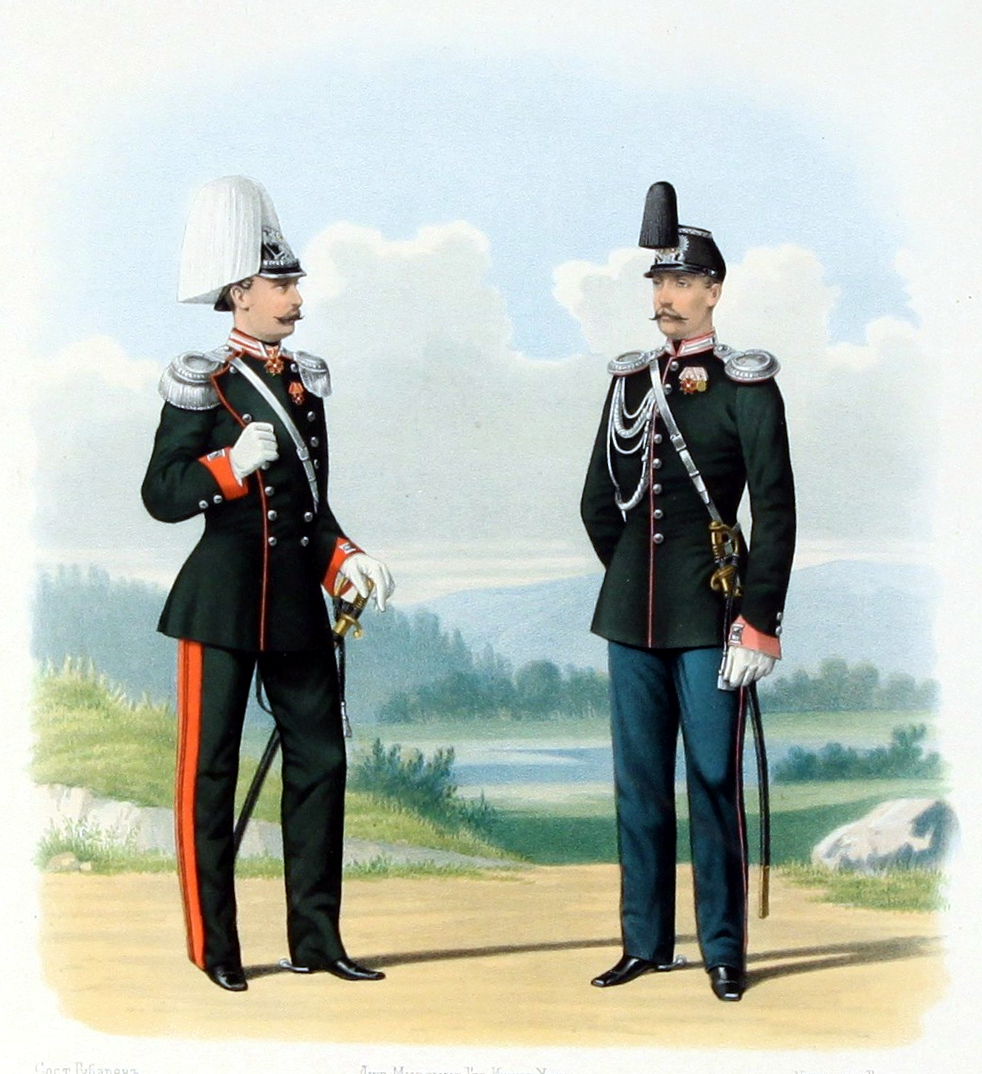
Губарев П. К. Штаб-Офицер Л. Гв. Драгунского и Обер-Офицер (Адъютант) 2 Л. Гв. Драгунского Псковского Ея Величества полков. 1874 г.

### Лейб-кирасирский Псковский Ея Величества полк
- 1701 — Сформирован в Москве начальником Казанского и Астраханского приказов боярином князем Б. А. Голицыным из рейтар и рейтарских детей как драгунский полковника Новикова полк.
- 1706 — Переименован в Псковский драгунский полк.
- 1727 — Переименован в 1-й Шацкий драгунский полк.
- 14.01.1763 — Псковский карабинерный полк.
- 16.10.1788 — Псковский драгунский полк.
- 25.09.1798 — Драгунский генерал-майора барона фон-дер-Остен-Сакена 3-го полк.
- 11.03.1799 — Драгунский принца Евгения Вюртембергского полк.
- 31.03.1801 — Псковский драгунский полк.
- 17.12.1812 — Псковский кирасирский полк.
- 12.09.1842 — Кирасирский Её Императорского Высочества цесаревны Марии Александровны полк[5].
- 19.02.1855 — Кирасирский Её Величества полк.
- 26.08.1856 — Лейб-Кирасирский Её Величества полк.
- 19.03.1857 — Лейб-Кирасирский Псковский Её Величества полк.

### Елисаветградский драгунский Его Королевского Высочества Принца Карла Баварского
- 18 сентября 1856 года — из личного состава второй половины (5-й, 6-й, 7-й, 8-й и 10-й эскадроны) Лейб-драгунского Его Величества полка сформирован Елисаветградский драгунский полк, с передачей ему старшинства и знаков отличия расформированного в 1833 году Северского конно-егерского полка.
- 7 июля 1857 года в связи с присвоением шефства наименован Елисаветградским драгунским Его Королевского Высочества Принца Карла Баварского полком.

### 2-й лейб-драгунский Псковский Ея Величества Государыни Императрицы Марии Феодоровны полк
- 1860 — Из Елисаветградского драгунского и лейб-кирасирского Псковского Ея Величества полков образован Лейб-драгунский Псковский Ея Величества полк.
- 1864 — 2-й лейб-драгунский Псковский Ея Величества полк.
- 1882 — 4-й лейб-драгунский Псковский Ея Величества полк.
- 1894 — 4-й лейб-драгунский Псковский Ея Величества Государыни Императрицы Марии Феодоровны полк.
- 1907 — 2-й лейб-драгунский Псковский Ея Величества Государыни Императрицы Марии Феодоровны полк.

### 2-й лейб-драгунский Псковский полк
- 04.03.1917 — 2-й лейб-драгунский Псковский полк

### В Белом движении
- 1918 — 6 офицеров полка (3 штабс-ротмистра, поручик и два корнета) числятся сначала в дивизионе полковника Гершельмана, а потом в 1-м Конном полку.
- Май 1919 — Получено разрешение формировать кадр полка.
- 7 июля 1919 — Из 3-го эскадрона 1-го Конного полка выделен эскадрон имени лейб-драгунского Псковского полка в составе 13 офицеров и 40 драгун под командованием штабс-ротмистра Мунтянова. Эскадрон оставлен в составе 1-го Конного полка.
- Декабре 1919 — Эскадрон вошёл в состав 1-го Сводно-кавалерийского полка под временным командованием штабс-ротмистра Кремера.
- Эскадрон вошёл в состав 1-го Кавалерийского полка.
- Май 1920 — Вошёл в состав 3-го Кавалерийского полка 1-й Кавалерийской дивизии.

## Шефыполка

### Лейб-кирасирский Псковский Ея Величества полк
- 03.12.1796—10.01.1797 — генерал-майор граф Панин, Никита Петрович
- 10.01.1797—10.02.1798 — генерал-лейтенант (с 29.11.1797 генерал от кавалерии) Елагин, Василий Иванович
- 10.02.1798—25.09.1798 — генерал-майор Чичерин, Василий Николаевич
- 25.09.1798—11.03.1799 — генерал-майор барон фон дер Остен-Сакен, Ерофей Кузьмич
- 11.03.1799—06.04.1801 — генерал-майор принц Вюртембергский Евгений Фридрих Карл
- 06.04.1801—01.09.1814 — генерал-майор (с 14.09.1810 генерал-адъютант, с 31.10.1812 генерал-лейтенант) барон Корф, Фёдор Карлович

### 2-й лейб-драгунский Псковский Ея Величества Государыни Марии Фёдоровны полк
- 12.09.1842—22.05.1880 — Императрица Мария Александровна
- 31.05.1880—04.03.1917 — Императрица Мария Феодоровна

## Командиры полка

### Лейб-кирасирский Псковский Ея Величества полк
- хх.хх.1711—хх.хх.1713 — полковник Лачинов, Пётр Иванович
- 02.08.1713—02.04.1730 — полковник Ролант, Осип Иванович
- 28.06.1794—09.11.1797 — полковник (с 1796 бригадир) граф Толстой, Пётр Александрович
- 13.01.1798—10.02.1798 — генерал-майор Чичерин, Василий Николаевич
- 31.03.1798—25.09.1798 — полковник барон фон дер Остен-Сакен, Ерофей Кузмич
- 11.03.1799—17.07.1799 — генерал-майор барон фон дер Остен-Сакен, Ерофей Кузмич
- 17.07.1799—31.01.1800 — генерал-майор Блюм, Фёдор Ермолаевич
- 31.01.1800—06.07.1800 — генерал-майор князь Гуриель, Степан Христофорович
- 06.07.1800—13.10.1800 — генерал-майор Рожнов, Александр Иванович
- 13.10.1800—06.04.1801 — генерал-майор барон Корф, Фёдор Карлович
- 15.07.1801—18.05.1803 — полковник Краснокуцкий, Филипп Иванович
- 14.07.1803—21.09.1803 — подполковник Бахтин, Михаил Петрович
- 09.02.1804—28.05.1806 — полковник Хитрово, Николай Захарович
- 28.09.1806—19.07.1810 — полковник Васильчиков, Николай Васильевич
- 19.07.1810—29.08.1814 — полковник (с 15.09.1813 генерал-майор) Засс, Андрей Андреевич
- 29.08.1814—20.03.1818 — полковник Пушкарёв, Фёдор Николаевич
- 23.03.1818—12.12.1824 — полковник Авдулин, Михаил Николаевич
- 29.03.1825—06.12.1827 — полковник Петрищев, Николай Иванович[6]
- 06.12.1827—03.03.1835 — полковник Сомов, Александр Григорьевич
- 07.04.1835—02.02.1840 — полковник Черемисинов, Павел Егорович[5]
- 02.02.1840—08.06.1846 — полковник (с 08.09.1843 генерал-майор) Стунеев, Алексей Степанович[5]
- 01.07.1846—30.01.1850 — полковник (с 06.12.1847 генерал-майор) де Росси, Фёдор Игнатьевич
- 30.01.1850—13.04.1856 — полковник (с 06.12.1851 генерал-майор) Арсеньев, Александр Осипович
- 26.04.1856—25.02.1858 — полковник (с 26.08.1856 флигель-адъютант) барон фон Штакельберг, Карл Карлович
- 06.03.1858—27.05.1860 — полковник Войцехович, Пётр Антонович

### 2-й лейб-драгунский Псковский Ея Величества Государыни Марии Фёдоровны полк
- 27.05.1860—16.04.1863[7] — полковник Улан, Матвей Гаврилович
- 01.05.1863—20.08.1864 — полковник Егоров, Александр Захарович
- 20.08.1864—21.12.1868 — полковник Арнольди, Александр Иванович
- хх.12.1868—27.07.1875 — полковник Ратеев, Аполлон Иванович
- 27.07.1875—02.02.1878 — полковник барон фон Штакельберг, Иван (Иоганн-Вольдемар-Фридрих) Константинович
- 02.02.1878—06.09.1891 — полковник Желтухин, Антон Николаевич
- 12.09.1891—11.06.1896 — полковник Николаев, Александр Николаевич
- 12.06.1896—23.06.1899 — полковник Литвинов, Александр Иванович
- 30.06.1899—20.03.1903 — полковник Мейнард, Вальтер Вальтерович
- 23.03.1903—14.03.1905 — полковник барон Жирар-де-Сукантон, Лев Фёдорович
- 31.03.1905—29.05.1910 — полковник Фальковский, Иван Амвросиевич
- 29.05.1910—03.03.1912 — флигель-адъютант полковник Арапов, Пётр Иванович
- 12.03.1912—13.06.1915 — полковник Юрьев, Владимир Петрович
- 13.06.1915—06.10.1915 — полковник Батюшин, Николай Степанович
- 06.10.1915—05.06.1916 — полковник Скибин, Борис Александрович
- 11.06.1916—19.05.1917 — полковник Кусов, Борис Всеволодович
- 27.07.1917—хх.хх.хххх — полковник Крамарев, Иван Иванович

## Особенности формы
С 1910 года на парадной каске вместо государственного герба изображение кирасы Псковского кирасирского полка с Андреевской звездой, в центре которой вензель М (Псковский кирасирский полк отличался светлыми кирасами — их передали в полк партизаны А. С. Фигнера, 26 октября 1812 года окружившие и разгромившие у села Ляхова кавалерийскую бригаду генерала Ожеро). У офицеров кираса позолоченная, а ободки по низу, по шейному и рукавным вырезам — высеребренные с позолоченными заклёпками. Плюмаж белый.
Погоны розовые с белой выпушкой (с 1908 года).

### Офицеры
|              |              |              |              |                |              |              |
| Эполеты      |              |              |              |                |              |              |
|              |              |              |              |                |              |              |
| Классный чин | Полковник    | Подполковник | Ротмистр     | Штабс-ротмистр | Поручик      | Корнет       |
| Группа       | Штаб-офицеры | Штаб-офицеры | Штаб-офицеры | Штаб-офицеры   | Обер-офицеры | Обер-офицеры |

## Знамёна полка
- Знамёна Псковского драгунского полка обр. 1712 года были «синия, с изображением, в верхнем углу, у древка, золотаго барса и, над ним руки, выходящей из облаков».
- 16 февраля 1727 года 1-й Шацкий полк получил новые знамёна. Первые роты — белые знамёна с двуглавым орлом, Святым Георгием Победоносцем и Андреевским крестом на цепи. Остальные роты — «цветные» красные знамёна с осиновыми зубчиками и вензелевым именем императрицы.
- В 1730 году утверждён герб для знамён Псковского драгунского полка: в золотом щите, на голубом поле барс бегущий по зелёной земле и над ним выходящая рука из облаков.
- 6 сентября 1798 года Псковскому драгунскому полку пожалованы 5 штандартов драгунского образца 1797 года. Один штандарт имел белый крест и жёлтые углы. Остальные штандарты — жёлтый крест и белые углы. Бахрома золотая.
- 3 апреля 1834 года 4-му дивизиону Псковского кирасирского полка пожалован штандарт (зелёный с розовыми углами, серебряным шитьём).
- 25 июня 1838 году всем дивизионам полка пожалованы Александровские ленты на штандарты.
- До XX века использовался полковой штандарт образца 1857 года.

## Известные люди служившие в полку

### Елисаветградский драгунский Его Королевского Высочества Принца Карла Баварского
- Ахвердов, Николай Александрович
- Граббе, Павел Христофорович
- Котляревский, Иван Петрович
- Наний, Фома Петрович
- Поль, Иван Лаврентьевич

### 2-й лейб-драгунский Псковский Ея Величества Государыни Марии Фёдоровны полк
- Кульберг, Герберт фон